# Izquierdo (cratère)
Pour les articles homonymes, voir Izquierdo.
Izquierdo est un cratère d'impact présent sur la surface de Mercure. 

## Présentation
Le cratère fut ainsi nommé par l'Union astronomique internationale en 2009 en hommage à la peintre mexicaine María Izquierdo. 
Son diamètre est de 174 km. Il se situe dans le quadrangle d'Eminescu (quadrangle H-9) de Mercure. 

## Galerie

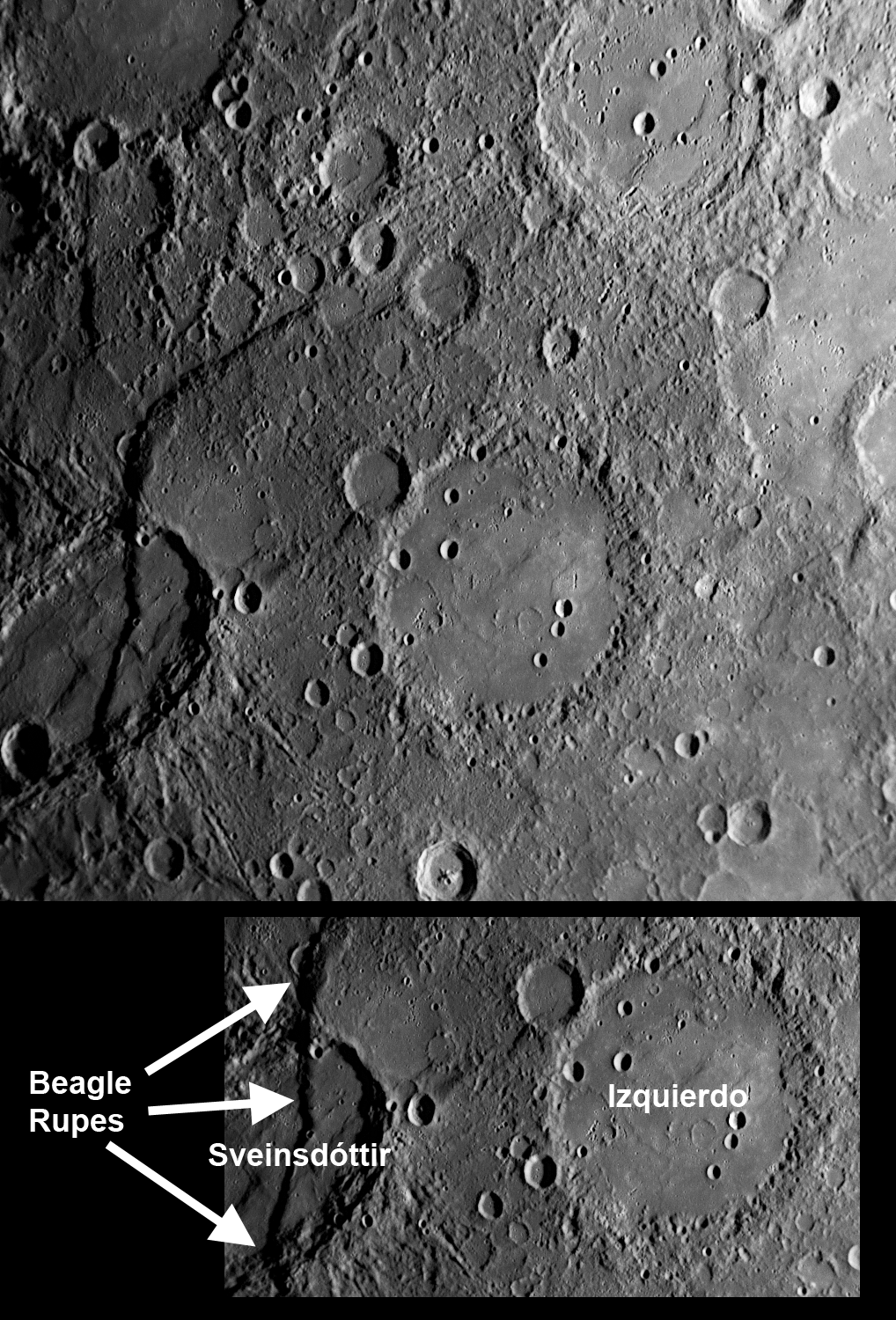
Photographie de situation, MESSENGER
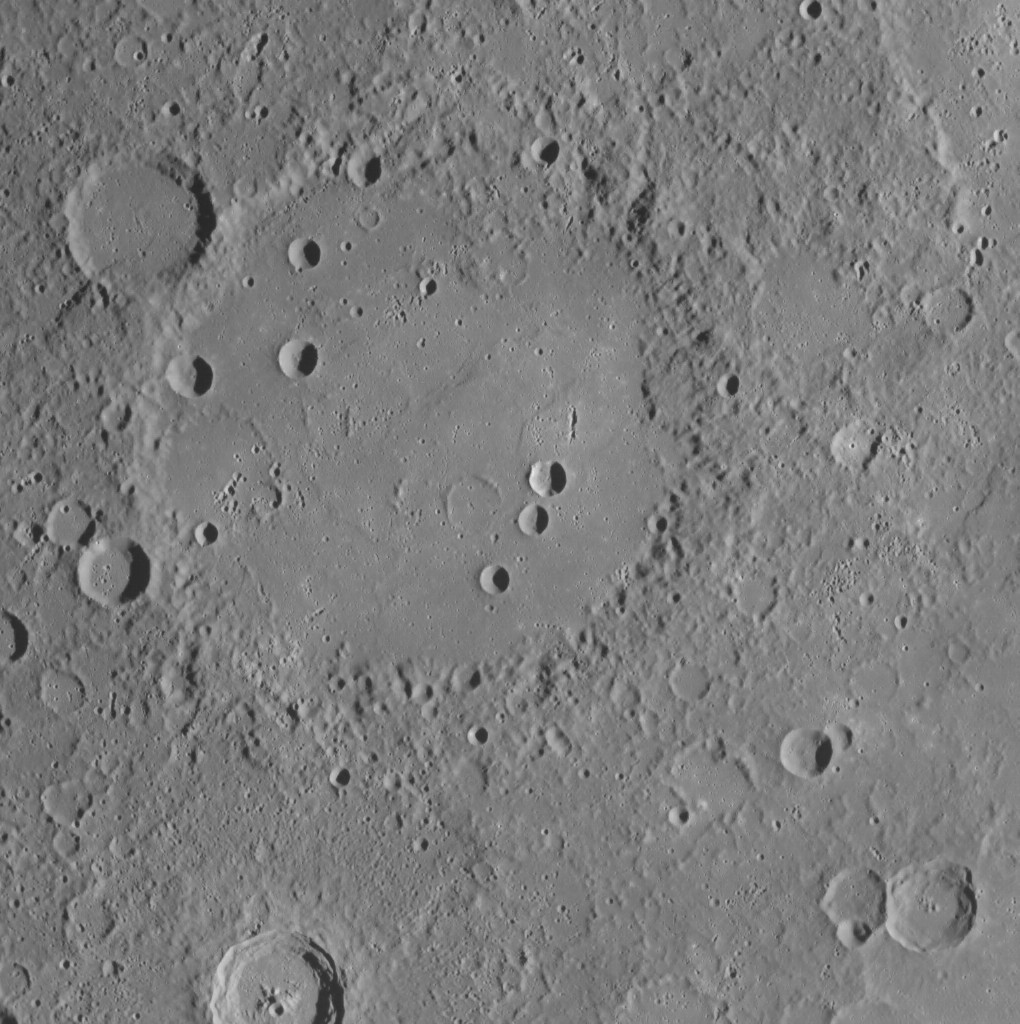
Photographie du cratère, MESSENGER
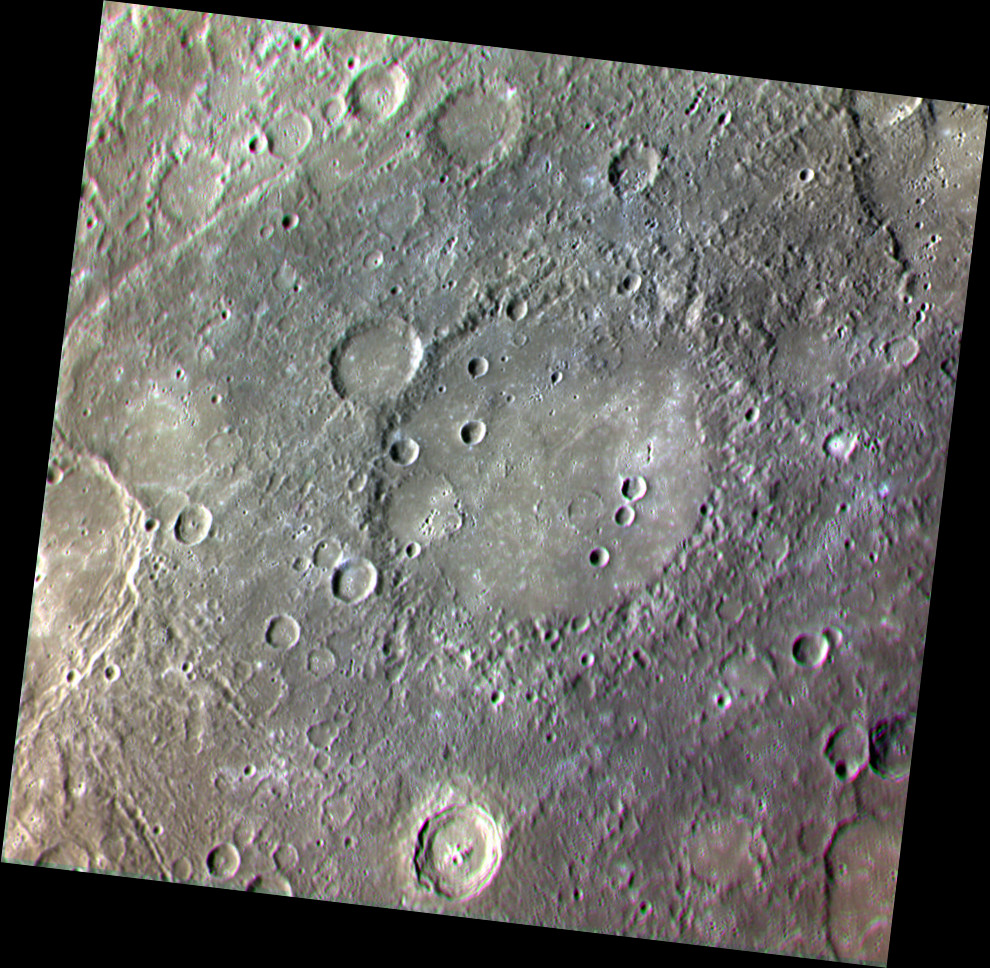
Vue colorisée, MESSENGER